# 羅傑特角
羅傑特角（英語：Cape Roget）是南極洲的海岬，位於維多利亞地東岸，是阿代爾半島的南端，處於穆布賴灣入口處的北部，該海岬在1841年由英國探險家發現。